# The Tenth Planet
The Tenth Planet (traduzione letterale "Il decimo pianeta") è un episodio della quarta stagione della serie classica del serial televisivo britannico Doctor Who, andato parzialmente perduto. Fu trasmesso in origine a cadenza settimanale in quattro parti dall'8 al 29 ottobre 1966 in Gran Bretagna. La storia contiene l'ultima apparizione di William Hartnell nei panni del Primo Dottore e il debutto (non accreditato) di Patrick Troughton, il Secondo Dottore. Solo le prime tre parti dell'episodio sono attualmente conservate negli archivi della BBC, la quarta ed ultima parte è andata perduta e non se ne conoscono copie sopravvissute se non sotto forma di brevi spezzoni.
Introducendo il concetto della rigenerazione, The Tenth Planet è considerato una pietra miliare nella storia del programma, e viene accreditato di aver stabilito la longevità della serie assicurando la sopravvivenza del personaggio del Dottore. Le versioni differiscono sulle reali motivazioni dell'abbandono della serie da parte di Hartnell; lo stato di salute precario dell'attore viene spesso indicato come la ragione principale, mentre altri affermano che fosse insoddisfatto della piega troppo "adulta" che stavano cominciando ad avere le storie del programma.

## Trama
Il TARDIS si materializza al Polo Sud nella seconda metà degli anni '80; il Dottore si trova di fronte ad un nuovo temibile nemico: I Cybermen, esseri cibernetici provenienti da Mondas, il decimo pianeta, che vogliono trasformare tutti gli abitanti del pianeta Terra in Ciberniani. L'avventura si chiude con il Dottore che, anziano e indebolito, cade a terra nel TARDIS, innescando la sua rigenerazione nel Secondo Dottore.

## Produzione
Tutte e quattro le puntate della macrostoria vedono la presenza di titoli di testa e di coda elaborati graficamente da Bernard Lodge in modo da sembrare stampate uscite da un computer. Nei titoli di testa della prima puntata, Kit Pedler viene erroneamente indicato con il nome "Kitt Pedler". Nei titoli di testa della terza puntata, Gerry Davis viene altresì indicato come "Gerry Davies".
William Hartnell non apparve nella terza puntata. Il lunedì precedente alla registrazione del programma, mandò un telegramma alla produzione nel quale affermava di essere ammalato e di non potersi presentare sul set. Gerry Davis riscrisse quindi il copione per motivare l'assenza del Dottore (il suo improvviso collasso) e fece recitare le sue battute agli altri personaggi, soprattutto a Ben. La sceneggiatura originale della quarta ed ultima puntata non prevedeva la scena della rigenerazione del Dottore.
Patrick Troughton appare nella puntata finale, non accreditato, nei panni del Secondo Dottore. William Hartnell avrebbe ripreso il ruolo del Primo Dottore solo in un'altra occasione: lo speciale per il decimo anniversario di Doctor Who intitolato The Three Doctors, anche se una sua fotografia viene mostrata brevemente all'inizio di The Power of the Daleks, quando Troughton si guarda per la prima volta allo specchio. Il primo episodio del periodo del Secondo Dottore, inizia con un'inquadratura di Troughton steso sul pavimento del TARDIS. Uno spezzone che vede la presenza di Hartnell, tratto dalla sesta parte di The Dalek Invasion of Earth, venne usata all'inizio dello speciale per il ventesimo anniversario della serie, The Five Doctors (dove fu Richard Hurndall ad interpretare il Primo Dottore). Un altro spezzone con Hartnell, questa volta tratto da The Tenth Planet, venne usato in Earthshock, quando i Ciberniani prendono atto del cambio di aspetto del Dottore.
Nella prima stesura del copione, le ultime parole del Primo Dottore prima della rigenerazione avrebbero dovuto essere: «No... no, I simply will not give in!» ("No... no, semplicemente non cederò"). Poiché il tempo utile scarseggiava verso la fine della produzione, il regista Derek Martinus scelse di accorciare la scena, volendo assicurarsi che la sequenza della rigenerazione riuscisse nel migliore dei modi. Come risultato, le ultime parole del Dottore risultano essere nell'episodio: «Ah! Yes. Thank you. That's good, keep warm» ("Ah! Si. Grazie. Va bene, resta al caldo"). La frase tagliata da Martinus suggeriva che il Dottore rifiutasse l'idea di cedere al processo rigenerativo. Nel 2017, lo sceneggiatore della nuova serie di Doctor Who, Steven Moffat, esplorò quest'idea e scrisse una storia basata su questo concetto nello speciale C'era due volte. Nello speciale sono incluse immagini d'archivio originali tratte da The Tenth Planet insieme a scene girate ex novo con l'attore David Bradley in sostituzione di William Hartnell, nelle quali il Primo Dottore incontra una delle sue future incarnazioni, il Dodicesimo Dottore, interpretato da Peter Capaldi.

## Parte mancante

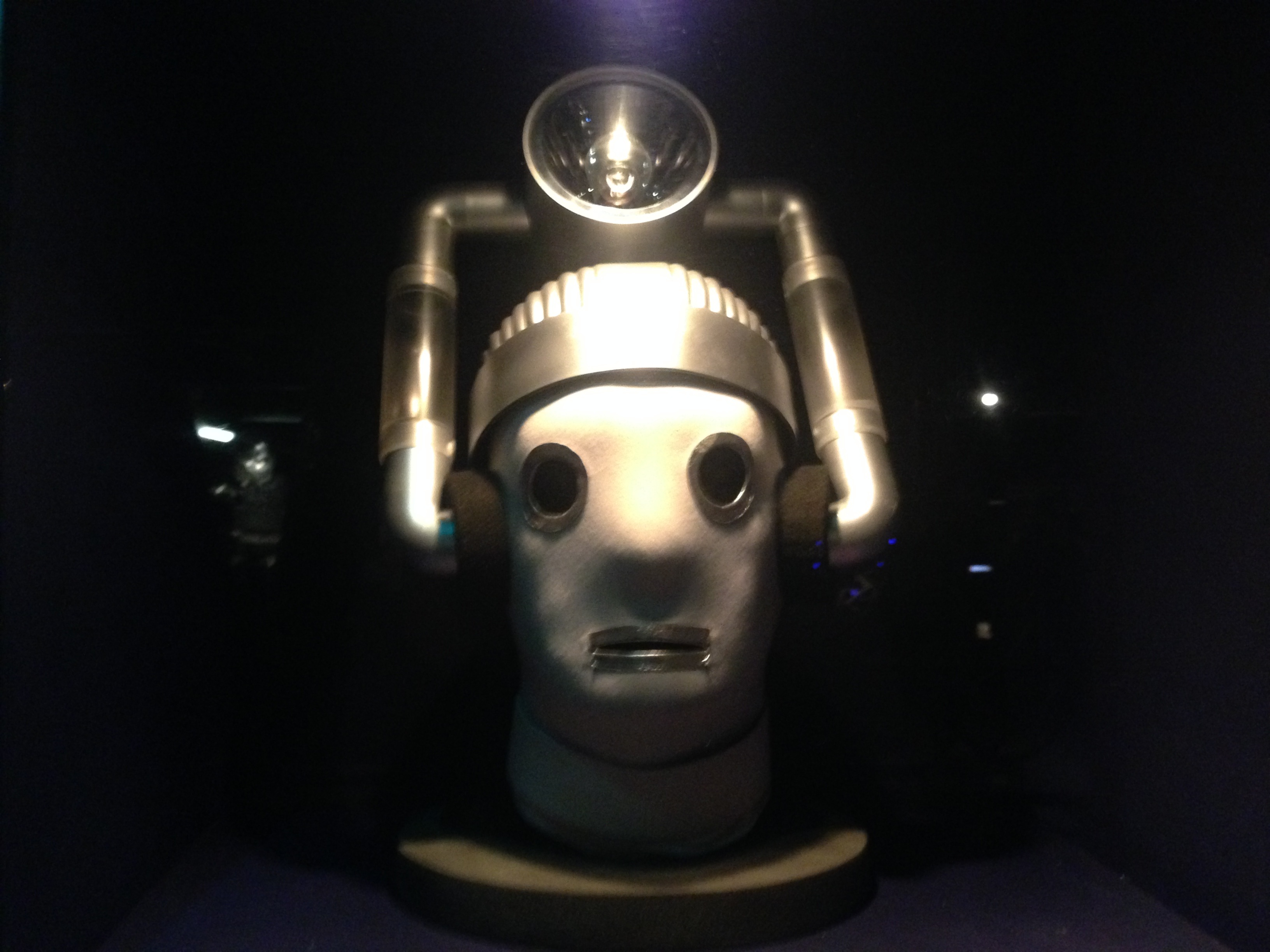
Una riproduzione di un Cyberman di Mondas (in mostra alla Doctor Who Experience), 2014

L'ultima puntata della storia è andata perduta negli anni settanta. Fino al 1978 fu pratica abituale della BBC la cancellazione del materiale più vecchio memorizzato su nastri magnetici per un riutilizzo degli stessi. In questo caso, si tratta probabilmente del più ricercato tra gli episodi mancanti delle serie classiche di Doctor Who, in quanto contiene la prima storica "rigenerazione" del Dottore, e l'ultima apparizione di William Hartnell nella serie. Sebbene sia giunta fino a noi una copia mutila e in bassa qualità della sequenza della rigenerazione, non esistono versioni complete dell'intero episodio. La puntata è stata inclusa nella lista dei 10 programmi perduti più ricercati, insieme alle riprese della BBC dell'allunaggio dell'Apollo 11 (del quale esiste copia solo della traccia audio).
Una leggenda metropolitana vuole che l'unica copia esistente della quarta parte sia andata definitivamente persa quando fu inviata al programma per bambini Blue Peter nel 1973. Gli autori della trasmissione, dopo averne fatto uso per estrarne degli spezzoni da mostrare durante il 10º anniversario di Doctor Who, non restituirono mai il nastro alla BBC. In realtà, anche se una copia dell'episodio The Daleks' Master Plan venne effettivamente inviato a Blue Peter e mai restituito alla BBC Film Library, non esistono prove che la quarta parte di The Tenth Planet venne inviata al programma. Inoltre, alla fine del 1973, la BBC Enterprises offriva ancora in vendita tutte e quattro le puntate della storia per la trasmissione all'estero e in ogni caso, non avrebbe mai inviato i negativi originali ad un programma televisivo.
Nel 1992, un uomo di nome Roger K. Barrett (rivelatosi poi uno pseudonimo; basato sul vero nome di Syd Barrett, fondatore dei Pink Floyd) affermò di essere in possesso di una registrazione video della quarta parte completa di The Tenth Planet, e la offrì alla BBC per 500 sterline. Prima che il tutto si rivelasse una burla, la BBC produsse una speciale introduzione per la progettata pubblicazione in VHS della storia, presentata da Michael Craze, girandone due versioni: una con la spiegazione che la quarta parte era andata perduta, e l'altra che invece introduceva la storia come completa in tutte le sue parti. Un documentario intitolato Missing in Action, girato nel 1993 e condotto da Nicholas Courtney, racconta la storia del falso ritrovamento.
Per l'edizione in DVD del 2013, la puntata mancante è stata ricreata attraverso l'impiego di disegni animati dal Planet 55 Studios, specializzato in operazioni simili.

## Edizioni Home video
Nel 2000 la storia è stata pubblicata in VHS nel Regno Unito dalla BBC Video, con la parte finale ricostruita mediante l'impiego di foto di scena, spezzoni esistenti e la colonna sonora originale sopravvissuta. Gli spezzoni esistenti in 8 mm provengono da registrazioni amatoriali fatte da fan all'epoca della trasmissione originaria in tv nel '66, mentre un frammento in 16mm comprendente la scena della rigenerazione (proveniente da una puntata del 1973 di Blue Peter) – è stato incluso nell'edizione DVD di Lost in Time nel 2004. L'unico spezzone esistente della rigenerazione venne inoltre inserito tra i contenuti speciali delle edizioni DVD di The Three Doctors e Castrovalva.
The Tenth Planet è stato pubblicato in DVD il 14 ottobre 2013, con la parte finale ricostruita a disegni animati e con l'inserimento nei contenuti speciali della ricostruzione originale della parte perduta tratta dall'edizione VHS del 2000, ed uno speciale dal titolo Frozen Out con il "making of" della storia.